# 袁弘德
袁弘德（1540年—？），字執甫，直隸廣平府曲周縣人，民籍，明朝政治人物。

## 生平
嘉靖四十三年（1564年）甲子科順天府鄉試第一百名舉人。隆慶二年（1568年）中式戊辰科會試第二百二十六名，三甲第九十五名進士。授山東濟南府德平縣知縣，累官光禄寺丞，萬曆五年（1577年）五月升陕西右参议，七年八月升山东副使，九年三月升山西行太仆寺卿兼佥事，十一年九月降为湖广右参议，十六年五月升陕西肃州副使，抚治番夷。
萬曆二十八年（1600年）二月起补湖广副使、整饬荆西兵备，调任陕西，三十年九月升陕西右参政、分守关西道，三十四年正月升陕西按察使，管兵粮道。

## 家族
曾祖袁震；祖父袁鼎；父袁冬，歲貢生。母李氏。慈侍下。弟弘業、弘謨。